# Eutonina scintillans
Eutonina scintillans is een hydroïdpoliep uit de familie Eirenidae. De poliep komt uit het geslacht Eutonina. Eutonina scintillans werd in 1909 voor het eerst wetenschappelijk beschreven door Bigelow. 